# Sierpiński-szőnyeg
A Sierpiński-szőnyeg egy Wacław Sierpiński lengyel matematikus által megtalált fraktál, amely úgy áll elő, hogy egy négyzetet oldalai harmadolásával kilenc kisebb négyzetre bontunk, a középsőt elhagyjuk, és a maradék nyolcon elvégezzük ugyanezt az eljárást (vagyis azoknak is elhagyjuk a közepét), majd az így maradt 8×8 kisebb négyzeten is, stb. Az eredményül kapott alakzat területe (Lebesgue-mértéke) nulla, kerülete végtelen nagy. Hausdorff-dimenziója log 8/log 3 ≈ 1,8928.
A Sierpiński-szőnyeg a Cantor-halmaz egyik lehetséges kiterjesztése a síkra (a másik a Cantor-por). Ugyanez az eljárás elvégezhető bármilyen más parkettázásra alkalmas síkidommal is, így nyerhető például szabályos háromszögből a Sierpiński-háromszög. A szőnyeg térbeli megfelelője a Menger-szivacs.
Zárt halmazok metszeteként zárt, és mivel befoglalható a kiindulási négyzetbe, ezért korlátos halmaz. Ezért a Heine–Borel-tétel miatt kompakt. Ezen kívül nem megszámlálható, és önhasonló struktúrája van.

## Definíciója
A Sierpiński-szőnyeg formálisan így definiálható:
{\displaystyle S:=\bigcap _{n\in \mathbb {N} }S_{n}}
ahol S0 az egységnégyzetet jelöli, és:
{\displaystyle S_{n+1}:=\left\{{\begin{matrix}(x,y)\in \mathbb {R} ^{2}:&{\begin{matrix}\exists i,j\in \{0,1,2\}:(3x-i,3y-j)\in S_{n}\\{\mbox{valamint }}i{\mbox{ és }}j{\mbox{ kozul legfeljebb egy nem nulla}}\end{matrix}}\end{matrix}}\right\}}

## Konstrukciója
1. Vegyünk egy négyzetet

Animáció konstrukciójáról

2. Osszuk fel minden oldalát három részre
3. A kijelölt pontokat összekötve osszuk fel a négyzetet kilenc kis négyzetre
4. Töröljük el a középső négyzetet
5. Ismételjük az előző lépéseket minden kis négyzetre.

Ezzel az eljárással a négyzet egyre inkább kiürül. Végtelenszer megismételve csak a Sierpiński-szőnyeg marad.
Az n-edik iterációban általánosságban {\displaystyle N_{n}=8^{n}} kis négyzet marad. A Sierpiński-szőnyeg felépíthető nyolc olyan Sierpiński-szőnyegből, amiknek oldalhossza a nagy Sierpiński-szőnyeg oldalának harmada. Innen a Hausdorff-dimenzió: log 8/log 3 ≈ 1,8928.
A Sierpiński-szőnyeg területe egyszerűen számítható abból, hogy mindig csak az eredeti nyolckilencede marad:
{\displaystyle 1\cdot {\frac {8}{9}}\cdot {\frac {8}{9}}\cdot {\frac {8}{9}}\cdot \dots \to 0}
A Sierpiński-szőnyeg kerülete a konstrukció alapján:
{\displaystyle 4+{\frac {4}{3}}+{\frac {4\cdot 8}{9}}+{\frac {4\cdot 8\cdot 8}{27}}+\dots =}
{\displaystyle =4+{\frac {4\cdot 8^{0}}{3^{1}}}+{\frac {4\cdot 8^{1}}{3^{2}}}+{\frac {4\cdot 8^{2}}{3^{3}}}\dots \to \infty }